# Словарь американских боевых кораблей
Словарь американских боевых кораблей  (англ. Dictionary of American Naval Fighting Ships) (сокращенно DANFS) — первичный источник для описания фактологии по тематике военно-морских сил США. Несмотря на то, что издание названо словарём, по меркам русских/советских изданий он соответствует справочнику. 

## Описание
В дополнение к боевым кораблям, DANFS содержит в себе информацию по транспортам, вспомогательным судам, судам обеспечения и катерам, при условии что они когда-либо входили в состав американского или конфедератского флота.
Корабли и суда таможенной службы, Береговой охраны, Командования морских перевозок (англ. Military Sealift Command) и NOAA в словарь не включены.
Типичная статья о корабле содержит основные тактико-технические характеристики на момент постройки и справку по истории службы.
Кроме статей по отдельным кораблям, имеются статьи по ранней истории флота (англ. Old Navy), истории ВМФ Конфедератов, и некоторые документы, относящиеся к истории американского флота, например акты Конгресса.
Исходно словарь был печатным изданием Военно-морского исторического центра (ныне Командование истории и наследия ВМС, англ. Naval Historical Center; NHC). Позже, инициативная группа предприняла сканирование и распознавание для электронной публикации. Результаты — статьи с 1959 по 1991 год и некоторые более ранние материалы, — помещены на сайте Haze Gray & Underway.
После этого похожий проект начал NHC. Исходно предполагалось учитывать в словаре лишь списанные корабли ВМФ США с нанесёнными на борт названиями. Если корабль не имел собственного наименования, он не включался в издание Впоследствии проект был расширен. По состоянию на 2010 год, NHC продолжает работы по дополнению и обновлению данных, вплоть до новейших.